# بيتا أزرق
بيتا أزرق (الاسم العلمي: Hydrornis cyanea) (بالإنجليزية: Blue Pitta)‏ هي نوع من الطيور تتبع جنس البيتا المخطط من فصيلة طيور البيتا. يتواجد هذا النوع من الطيور في بنغلاديش وبوتان وكمبوديا والصين والهند ولاوس وميانمار وتايلاند وفيتنام. الموائل الطبيعية هي الغابات والأراضي المنخفضة شبه الاستوائية أو المدارية الرطبة والغابات الجبلية أو شبه المدارية الرطبة.